# Белый дом (Кыштым)
Усадьба «Белый дом» — достопримечательность города Кыштыма, памятник архитектуры федерального значения. Расположена на улице Карла Маркса, дом 2.

## История
Усадьба основана Никитой Демидовым в 1757 году. Расположена в центральной части города Кыштым на возвышенном берегу заводского пруда рядом с Верхнекыштымским железоделательным заводом (ныне - Кыштымское машиностроительное объединение). Усадебный комплекс занимает прямоугольный в плане участок, вытянутый с востока на запад.
Архитектурный ансамбль усадьбы составляют главный дом, два флигеля с башнями, сад и парк, ограда с воротами. Все постройки выполнены из дикого камня и кирпича, оштукатурены. Вот как описывается дом усадьбы в ведомости, составленной в Кыштымской заводской конторе от 4 ноября 1762 года: «При оном же заводе имеется дом господский о двух апартаментах, складен собственными же господина Демидова крестьянами из камня и кирпича, в коем дому двор, вокруг обнесён каменной стеною…». Строительство усадьбы, по всей видимости, выполнено по проекту Матвея Казакова, который много строил для Демидовых.
В 1809 году заводы покупает купец Лев Расторгуев. Он перестроил главное здание усадьбы в стиле классицизма. Для реконструкции здания был приглашён архитектор М. П. Малахов (по другим данным был приглашен архитектор А. П. Чеботарёв). Он переделал обращённый во внутренний двор фасад главного здания. Главный фасад дома был украшен четырёхколонным портиком коринфского ордера на стройной аркаде.
В конце XIX века в усадьбе управляющий Кыштымским горным округом Павел Карпинский создал музей, где собирались коллекции минералов, руд, а также художественного литья. В 1899 году во время своей поездки по Уралу музей посетил Д. И. Менделеев. Он очень восхищался произведениями художественного литья, выставленными в музее. В «Путеводителе по Уралу», написанном в 1904 году Виктором Весновским, можно встретить следующее описание музея:

Музей находится въ зданіи, близъ управленія заводами. Въ музеѣ нѣсколько отдѣленій: минералогическое, геологическое, заводское и историческое. Минералогическая и геологическая коллекціи очень богатыя и обширныя; въ нихъ собраны тысячи образцовъ разныхъ рудъ и различнаго рода ископаемыхъ и минераловъ. Здѣсь же можно видѣть глыбы наждачнаго камня, богатыя залежи котораго находятся въ окрестностяхъ завода. Въ заводскомъ отдѣлѣ собраны отливки изъ чугуна и издѣлія изъ желѣза и стали. Обращаетъ на себя вниманіе художественное литье изъ чугуна, выдѣлываемое въ Каслинскомъ заводѣ. Отливка тончайшихъ медалей, ажурныхъ блюдъ, бюстовъ и статуй очень чистая и тонкая. Есть вещи положительно превосходныя по рисунку и исполненію. Искусство формовщиковъ видно особенно на мелкихъ брелокахъ къ часамъ и на часовыхъ цѣпочкахъ. Чугунъ, примѣняемый въ каслинскомъ литьѣ, содержитъ 0,4 % фосфора. Льютъ или прямо изъ доменной печи, или изъ вагранки. Въ историческомъ отдѣлѣ хранится кровать, на которой почивалъ Императоръ Александръ I при своемъ посѣщеніи Екатеринбурга въ 1824 г., останавливаясь въ домѣ владѣльца Кыштымскихъ заводовъ (Харитоновскій домъ). Здѣсь же хранится одно изъ орудій пытки въ крѣпостное время. Оно представляетъ собою гирю, вѣсомъ до 4 пуд., на подобіе монашеской камилавки. Отъ этой гири идетъ желѣзная цѣпь, оканчивающаяся 2 подвижными скобками. Эти скобки надѣвали на шею провинившимся въ чемъ либо рабочимъ, запирали на замокъ и съ гирею заставляли ходить или работать.— Путеводитель по Уралу
После 1917 года в главном здании усадьбы размещалось ремесленное училище, школа медсестёр. В годы Великой Отечественной войны здесь размещался эвакуированный из Ленинграда педагогический институт им. Герцена. В 1979 году в главное здание усадьбы вернули музей.
В 1995 году усадьбе присвоен статус памятника федерального значения. В том же году был проведён конкурс на лучшую эмблему города. Победил проект Ольги Сониной. Он послужил основой для создания герба. Усадьба «Белый дом» стала символом города Кыштым и изображена на его гербе и флаге.

## Современное состояние
С 1995 года дом закрыт на реконструкцию.
В 2015 году было объявлено, что реставрация продолжится с привлечением средств частного инвестора, который «проведет реставрацию усадебного комплекса, после чего в нем заработают гостиница, ресторан и музей».
В 2020 году администрация Кыштымского городского округа объявила о том, что начинается подготовка повторного проекта реконструкции.
В июле 2022 года, после прохождения государственной экспертизы, проект реконструкции здания получил положительное решение, подрядчиком стала строительная компания из Санкт-Петербурга.

## Прочие факты
- Ярко-белый цвет фасадов послужил причиной, по которой местные жители издавна называют здание усадьбы «Белым домом»[6].